# Brothers in Arms: Road to Hill 30
Brothers in Arms: Road to Hill 30 är ett datorspel utvecklat av Gearbox Software och utgivet av Ubisoft år 2005 till Windows, Xbox och Playstation 2.
Det är en taktisk förstapersonsskjutare som utspelar sig under andra världskriget. Spelet är baserat på en verklig händelse, då en fallskärmssektion av 101:a luftburna divisionen landar i Frankrike på D-dagen.